# Sarah Mayling
Sarah Mayling (Sheffield, 20 maart 1997) is een voetbalspeelster uit Engeland. Ze speelt als verdediger voor Aston Villa in de FA Women's Super League.

## Statistieken
| Seizoen    | Club            | Land     | Competitie              | Wedstrijden | Doelpunten |
| ---------- | --------------- | -------- | ----------------------- | ----------- | ---------- |
| 2014-2017  | Aston Villa     | Engeland | FA Women's Super League | 23          | 0          |
| 2017-2021  | Birmingham City | Engeland | FA Women's Super League | 62          | 0          |
| 2021-heden | Aston Villa     | Engeland | FA Women's Super League | 41          | 1          |
| Totaal     | Totaal          | Totaal   | Totaal                  | 126         | 1          |

Laatste update: nov 2023